# Jorma Sipilä
Jorma Jaakko Kalevi Sipilä, född 17 mars 1945 i Helsingfors, är en finländsk sociolog. Han är son till juristen Helvi Sipilä.
Sipilä blev politices doktor 1976 vid Helsingfors universitet. Han var 1977–1982 överassistent i samhällspolitik vid Jyväskylä universitet och blev 1982 professor i socialpolitik vid Tammerfors universitet, där han var rektor 1998–2004; kansler 2004–2009.
Sipilä har i sin forskning behandlat socialpolitiska och sociala problem i ett brett perspektiv samt framlagt analyser av välfärden och dess olika källor, inklusive förändringar över tid i de sistnämnda. Bland hans arbeten märks Työpaikkojen sijainnin kehitys Suomessa (1976), Sosiaalipolitiikan tulevaisuus (1985) och Sosiaalityön jäljillä (1989, andra upplaga 1996). 